# پیکان دولوکس

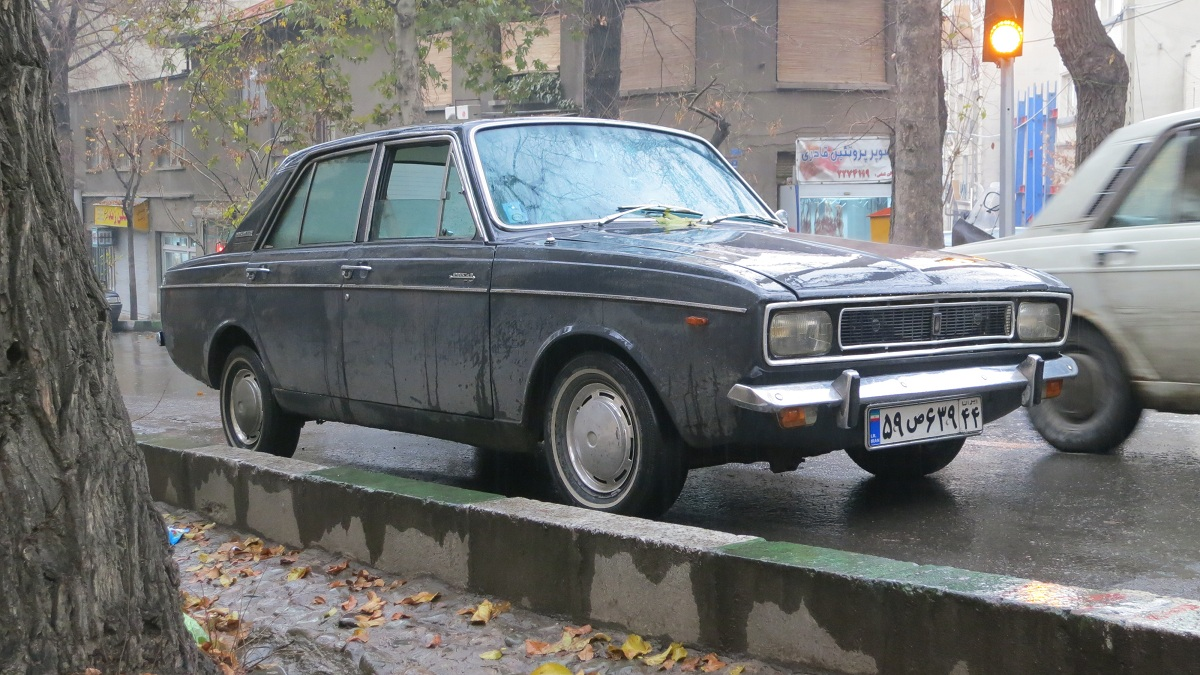
پیکان دولوکس

پیکان دولوکس یکی از معروف‌ترین مدل‌های پیکان بود. این نوع مدل از مدل‌های اولیه پیکان بود. برخی از مدل به صورت دنده اتوماتیک ساخته شد. سپر این نوع مدل از نوع شمشیری بود. این مدل برای قد بلندها که وارد ماشین می‌شدند دشواری‌هایی ایجاد می‌کرد. فرم بدنه این مدل از نوع کبریتی بود.